# 陳美英
陳美英（1945年—）是臺灣北部的性交易仲介業者，「陳太太應召站」的負責人之一。她被稱為是臺灣跨國性交易仲介的鼻祖，應召站業務遍布世界各國，從台灣、中國、蒙古、越南、柬埔寨、馬來西亞和韓國招募女子，再分別帶往日本、澳洲、加拿大、新加坡、紐西蘭、希臘、台灣和澳門從事性交易，與其他三名應召業者在臺灣北部有「應召界四天王」之稱。
陳美英年輕時在高雄某酒店擔任領檯大班，1980年北上發展性交易仲介事業，後來業務逐漸擴大，之後發展成為1990年代最有名的應召站，亦成為北臺灣應召界四天王之首，全盛時期時旗下有數百名賣春女子。1986年，她開先例從國外引進金髮美女賣春，收費新臺幣八千元至一萬元不等，此項創舉一度造成應召界轟動並爭相效仿，但因為「金髮美女賣春」的名堂太過招搖，在警方掃蕩之後，陳美英改朝中國市場發展，中國賣春女性一度霸佔市場，但仍因為太過招搖而被警方查緝，她旗下的多個應召站都被破獲，之後又因為陳良達擄妓勒贖案的後續查緝而元氣大傷，2000年時遭到判刑1年半，之後重操舊業，在2010年4月遭到檢調單位拘提，之後移送台北地檢署複訊，向法院聲押禁見，6月24日被檢方依《人口販運防制法》及妨害風化罪起訴，被求刑五年。在她落網之後，原本的版圖也逐漸被「新天地」集團取代。
陳美英的手法是先透過在臺灣的報紙刊登廣告招募小姐，或透過在外國的台商遊說其工廠內的女性員工出國從事性交易，再以合成照片申請到長期居留簽證，找槍手代考IELTS後以留學或觀光名義將女子送出國，會將對方安排到當地合法或非法的性交易仲介單位，並利用扣留護照的方式控制女子，旗下女子性交易後的所得，有些與仲介方五五分帳，也有女子拿不到錢。